# 高蔵寺 (浜松市)
髙藏寺（こうぞうじ）は、浜松市中央区高塚町にある臨済宗方廣寺派の寺院。山号は「妙法山」（ミョウホウザン）。
境内には鎮守堂として秋葉堂（秋葉神社）と稲荷堂（福徳稲荷大明神）が祀られている。

## 沿革
- 創建者は大栄慶和尚。創建年は不明。
- 1417年(応永24年) 大栄慶和尚が亡くなる。
- 1843年(天保14年) 浜松周辺の新四国88ヶ所詣りの80札所となる。
- 1944年(昭和19年)東南海地震のため本堂と庫裡が倒壊。
- 1953年(昭和28年)本堂再建

### 歴代住職
- 第一世：開山大栄慶和尚禅師(応永24年[1417年]4月15日 - 入寂年月日。以下同じ)
- 第二世：高室了貴座元禅師([1591年]1月29日)
- 第三世：繁室茂西堂和尚禅師(寛永19年[1642年]7月27日)
- 第四世：中興高節基和尚禅師(元禄3年[1690年]4月15日)
- 第五世：準中興密宗傅和尚禅師(享保4年[1719年11月15日)
- 第六世：大法前全和尚禅師
- 第七世：金龍鎚和尚禅師
- 第八世：祥鳳文和尚禅師(文政4年[1821年]8月28日)
- 第九世：英山寶和尚禅師(嘉永2年[1849年]4月29日)
- 第十世：啓嚴祚和尚大禅師
- 第十一世：太随従和尚大禅師(明治37年[1904年]3月6日)
- 第一二世：中峰昌西堂和尚禅師(明治25年[1892年]9月6日
- 第一三世：常宗元座元禅師(大正15年[1926年]9月22日)
- 第一四世：泰洲圓和尚大禅師(昭和57年[1982年]3月15日)
- 第十五世：良伯泰良大和尚禅師(令和6年［2024年］9月22日)
- 第十六世